# The Grip of Ambition
The Grip of Ambition è un cortometraggio muto del 1914 diretto da Frank Wilson.

## Trama
La moglie di uno scrittore disoccupato trova lavoro in un quartiere operaio e salva il marito dall'intossicazione della politica.

## Produzione
Il film fu prodotto dalla Hepworth.

## Distribuzione
Distribuito dalla Hepworth, il film - un cortometraggio in due bobine - uscì nelle sale cinematografiche britanniche nel giugno 1914.
Si conoscono pochi dati del film che, prodotto dalla Hepworth, fu distrutto nel 1924 dallo stesso produttore, Cecil M. Hepworth. Fallito, in gravissime difficoltà finanziarie, il produttore pensò in questo modo di poter almeno recuperare il nitrato d'argento della pellicola.